# Heavy Les Wanted
Skupino Heavy Les Wanted se setavljali:
*     Bas – Sandi Kragelj
*     Bobni – Jamirko
*     Kitara – Simon Pintar
*     Klaviature – Simone D'Eusanio
*     Tolkala – Andrea Fontana
*     Rap – Ali En (skladbe: 1, 8, 11), Call Ya (skladbe: 2, 3, 5, 6, 9, 13), Nya (skladbe: 11)
*     Rap – Ndagije (tracks: 11)
*     Tenor Saksofon – Rok Gerbec
*     Trobenta – Boštjan Bone
*     Gramofoni – Goo (skladbe: 10, 11), Simon Stojko Falk
Njihova glasba je bila mešanica Jazzy Hip-Hop-a, Jazz Rock-a, Acid Jazz-a in Jazz-Funk-a.
Leta 1995 so izdali album Heavy Les Wanted s skladbami;
1     Hey Joke
2     Raggattack     
3     Loopus (Fresh Urban Spirit)     
4     Top Les     
5     Scratch Jazz     
6     Booty Burn     
7     Cuttin’ Loose     
8     Delfini     
9     Ful Mun Siti Ruls     
10     Major Jam     
11     Ljubljana Dans La Place     
12     A Rabiš Hit     
13     Loopus (Fresh Urban Spirit) (Live Version)